# Owerri

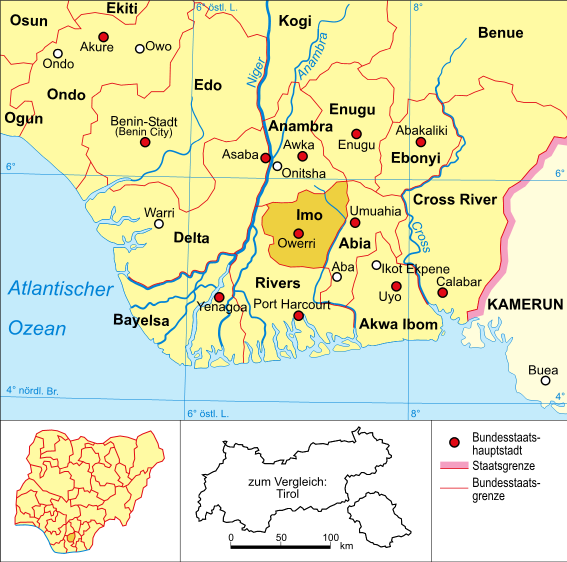
Lage Owerris in Südostnigeria

Owerri ist die Hauptstadt des nigerianischen Bundesstaates Imo und liegt im Südosten von Nigeria. Einer Berechnung von 2012 zufolge hat sie knapp 540.000 Einwohner.

## Geschichte
Nachdem Umuahia im Biafra-Krieg von nigerianischen Truppen besetzt worden war, wurde Owerri am 22. April 1969 zur dritten Hauptstadt Biafras ernannt. Am 9. Januar 1970, sechs Tage vor der Kapitulation der Streitkräfte Biafras, wurde auch Owerri besetzt.
Im Jahr 1948 wurde das römisch-katholische Erzbistum Owerri als Apostolisches Vikariat errichtet. 1950 wurde dieses zum Bistum und 1997 zum Erzbistum erhoben.
Am 5. April 2021 gab die Strafvollzugsbehörde bekannt, dass bei einem Angriff mit Sprengstoff und Schusswaffen auf ein Gefängnis mehr als 1800 Gefangene befreit worden sind.

## Wirtschaft und Infrastruktur
Wichtige Land- oder Forstwirtschaftserzeugnisse der Stadt sind Yams, Maniok, Taro, Mais, Kautschuk und Palmöl. Der Flughafen Owerri liegt ca. 23 km südlich und verbindet Owerri mit Abuja, Lagos, Port Harcourt und Enugu.
Owerri ist der Sitz zweier Universitäten, der Federal University of Technology, die der Bundesrepublik untersteht, und der Imo State University, der Universität des Bundesstaates Imo. In Owerri befindet sich das Dan-Anyiam-Stadion, ein Mehrzweckstadion mit einem Fassungsvermögen von 10.000 Zuschauern, das den Heartland FC in der ersten nigerianischen Fußballliga beherbergt.

## Städtepartnerschaft
Partnerstadt von Owerri ist Gresham im Bundesstaat Oregon der USA.

## Söhne und Töchter der Stadt
- Uchenna Okafor (1967–2011), Fußballspieler
- Herbie Hide (* 1971), Boxer
- Charity Opara (* 1972), Sprinterin
- Nwankwo Kanu (* 1976), Fußballspieler
- Henry Nwosu (* 1980), Fußballspieler
- C. J. Obasi (* 1985), Regisseur und Drehbuchautor
- Chinasa Gloria Okoro (* 1987), Fußballspielerin
- Bruno Ibeh (* 1995), Fußballspieler
- Kingsley Michael (* 1999), Fußballspieler
- Bruno Onyemaechi (* 1999), Fußballspieler